# Eat the Heat
Eat the Heat är det tyska heavy metal-bandet Accepts åttonde studioalbum, utgivet 1989. Det var bandets första album utan sångaren Udo Dirkschneider. Sångare var amerikanen David Reece.

## Låtlista
1. "X-T-C" - 4:26
2. "Generation Clash" - 6:23
3. "Chain Reaction" - 4:39
4. "Love Sensation" - 4:43
5. "Turn the Wheel" - 5:25
6. "Hellhammer" - 5:30
7. "Prisoner" - 4:51
8. "I Can't Believe in You" - 4:49
9. "Mistreated" - 8:54
10. "Stand 4 What U R" - 4:06
11. "Break the Ice" - 4:12
12. "D-Train" - 4:25